# Dysdera veigai
Dysdera veigai là một loài nhện trong họ Dysderidae.
Loài này thuộc chi Dysdera. Dysdera veigai được miêu tả năm 1984 bởi Ferrández.